# Wassily Leontief
Wassily Leontief (München, 1905. augusztus 5. – New York, 1999. február 5.) szovjet–amerikai közgazdász. 1973-ban közgazdasági Nobel-emlékdíjjal tüntették ki, „az input–output módszer kidolgozásáért és alkalmazásáért fontos gazdasági problémák vonatkozásában”. Wassily Leontief négy doktorandusza is megkapta a közgazdasági Nobel-emlékdíjat (Paul Samuelson 1970-ben, Robert Solow 1987-ben, Vernon L. Smith 2002-ben, Thomas Schelling 2005-ben).

## Életrajz
1905. augusztus 5-én született München, Wassily W. Leontief és Zlata (német írásmóddal Slata; később Evgenia) Leontief (leánykori családneve Becker) gyermekeként. Idősebb Wassily W. Leontief 1741 óta Szentpéterváron élő orosz óhitű kereskedő családból származik. Evgenia Becker egy gazdag odesszai zsidó családból származik.
Wassily 15 évesen, 1921-ben kezdett tanulni a Leningrádi Egyetemen (Szentpéterváron). 1925-ben, 19 évesen szerzett közgazdász végzettséget (a mesterképzésnek megfelelő fokozaton).

## Magyarul megjelent művei
- Wassily Leontief: Terv és gazdaság: Válogatott tanulmányok. (magyarul) Bródy András (válogatta, fordította, bevezetővel és irodalomjegyzékkel ellátta). Budapest: Közgazdasági És Jogi Könyvkiadó. 1977.   240. o. ISBN 9632204174

## Fordítás
- Ez a szócikk részben vagy egészben  a   Wassily Leontief című angol Wikipédia-szócikk ezen változatának fordításán alapul.  Az eredeti cikk szerkesztőit annak laptörténete sorolja fel. Ez a jelzés csupán a megfogalmazás eredetét és a szerzői jogokat jelzi, nem szolgál a cikkben szereplő információk forrásmegjelöléseként.